# Christophe Grégoire
Christophe Grégoire (* 20. April 1980 in Lüttich) ist ein ehemaliger belgischer Fußballspieler und aktueller -trainer.

## Karriere
Der linke Mittelfeldspieler stammt aus der Jugendabteilung des RFC Lüttich. Von dort wechselte er im Juli 2000 zu Excelsior Mouscron, wo er seine Profikarriere begann.
In der Winterpause der Saison 2004/05 verließ Grégoire Excelsior, um zum belgischen Top-Klub RSC Anderlecht zu wechseln. In Anderlecht blieb er jedoch nur eine halbe Spielzeit, ehe er im Juli 2005 zu KAA Gent wechselte. In der Saison 2006/07 war Grégoire mit 16 Vorlagen der beste Torvorbereiter der 1. Division. 
Im Mai 2007 stand Christophe Grégoire vor einem Wechsel zu Arminia Bielefeld, der jedoch scheiterte. Im Januar 2008 wechselte Grégoire zu Willem II Tilburg in die Niederlande, von wo aus er von Januar bis Juli 2009 an den RSC Charleroi ausgeliehen wurde. In der Saison 2009/10 stand er wieder für Tilburg auf dem Platz und entschloss sich nach 20 Ligapartien und fünf Treffern erneut in sein Heimatland zurückzukehren. Dort schloss er sich im Winter 2010, nachdem er rund ein halbes Jahr vereinslos war, kurzzeitig dem RSC Charleroi an, verließ diesen allerdings wieder im Sommer 2011. Dies zog eine weitere rund viermonatige Vereinslosigkeit nach sich, die Grégoire erst mit einem Wechsel zum unterklassig auftretenden Verein (Royal) Sprimont Comblain Sport im November 2011 beendete. Bis 2014 spielte Grégoire für den Verein aus der landesweit vierthöchsten Fußballliga Belgiens und schaffte mit der Mannschaft gar den Aufstieg in die Drittklassigkeit. Nach einiger Zeit als Spieler wurde er im April 2014 bei Sprimont Comblain Sport ins Traineramt gehoben, nachdem der bisherige Trainer, der ehemalige belgische Nationalspieler Didier Ernst, aufgrund schlechter Leistungen noch früher zurücktreten musste, als zuvor angekündigt. Nachdem er das Traineramt des Drittligisten übernommen hatte, legte er gleichzeitig sein Engagement als Spieler nieder, um sich vermehrt seiner Arbeit als Fußballtrainer zu widmen. Seit 2016 ist er Trainer von Drittligist RFC Seraing.
Mit der belgischen U-21-Auswahl nahm Christophe Grégoire an der U-21-EM 2002 in der Schweiz teil. Am 13. Oktober 2007 debütierte Grégoire für die belgische Fußballnationalmannschaft im Spiel gegen Liechtenstein. Danach absolvierte er im gleichen Jahr noch ein weiteres Länderspiel und wurde daraufhin nicht mehr für die Nationalelf berücksichtigt.